# Зенгбуш, Иван Александрович
Иван Александрович Зенгбуш (27 мая 1828 — 7 августа 1907) — педагог, действительный статский советник.

## Биография
Представитель дворянского рода Зенгбуш, родился в семье пастора Александра Зенгбуша (1796—1883) и Юлии Вильгельмины фон Нолькен (1802—1875). Поступил на государственную службу в качестве преподавателя в 1848 году. В 1860-х учитель географии в Московском Александровском училище. С 1873 по 1875 год он был директором гимназии в Аренсбурге. В 1876 присвоен чин действительного статского советника. С 1881 по 1888 год он был инспектором классов Александро-Мариинского училища и директором Комиссаровского технического училища в Москве.
Был составителем школьных учебников географии и истории. В 1892 был принят в Эзельское рыцарство.
Скончался в 1907, погребен на Кладбище Куммисту.

## Семья
С 1871 года он был женат на своей кузине Елене («Нелли») фон Зенгбуш, дочери генерал-майора Генриха Кондратьевича Зенгбуша (1806—1865).